# Flor-da-fortuna
A flor-da-fortuna (Kalanchoe blossfeldiana) pertence à família das crassuláceas, originária da África.
Possui folhas suculentas sendo resistente ao calor e a pouca água.
Os tons desta linda flor, variam entre vermelho, alaranjado, amarelo, rosa, lilás e branco. Geralmente alcança uma altura máxima de 30 cm e se adapta a um solo solto bem drenado e fértil. Os locais indicados para o cultivo são lugares bem iluminados (varandas e jardins), pois a planta é bastante resistente.
A flor-da-fortuna aprecia um solo rico em matéria orgânica, poroso e muito bem drenado, além da adubação anual para auxiliar na floração  que ocorre entre o final do outono ao início da primavera.
As folhas e as flores não devem ser molhadas, porque podem apodrecer. Muita água é ruim; regar com pouca água, o suficiente para que um pouco escorra no pratinho - duas vezes por semana no verão e uma vez no inverno será perfeito. Retire as hastes à medida que as flores vão murchando..

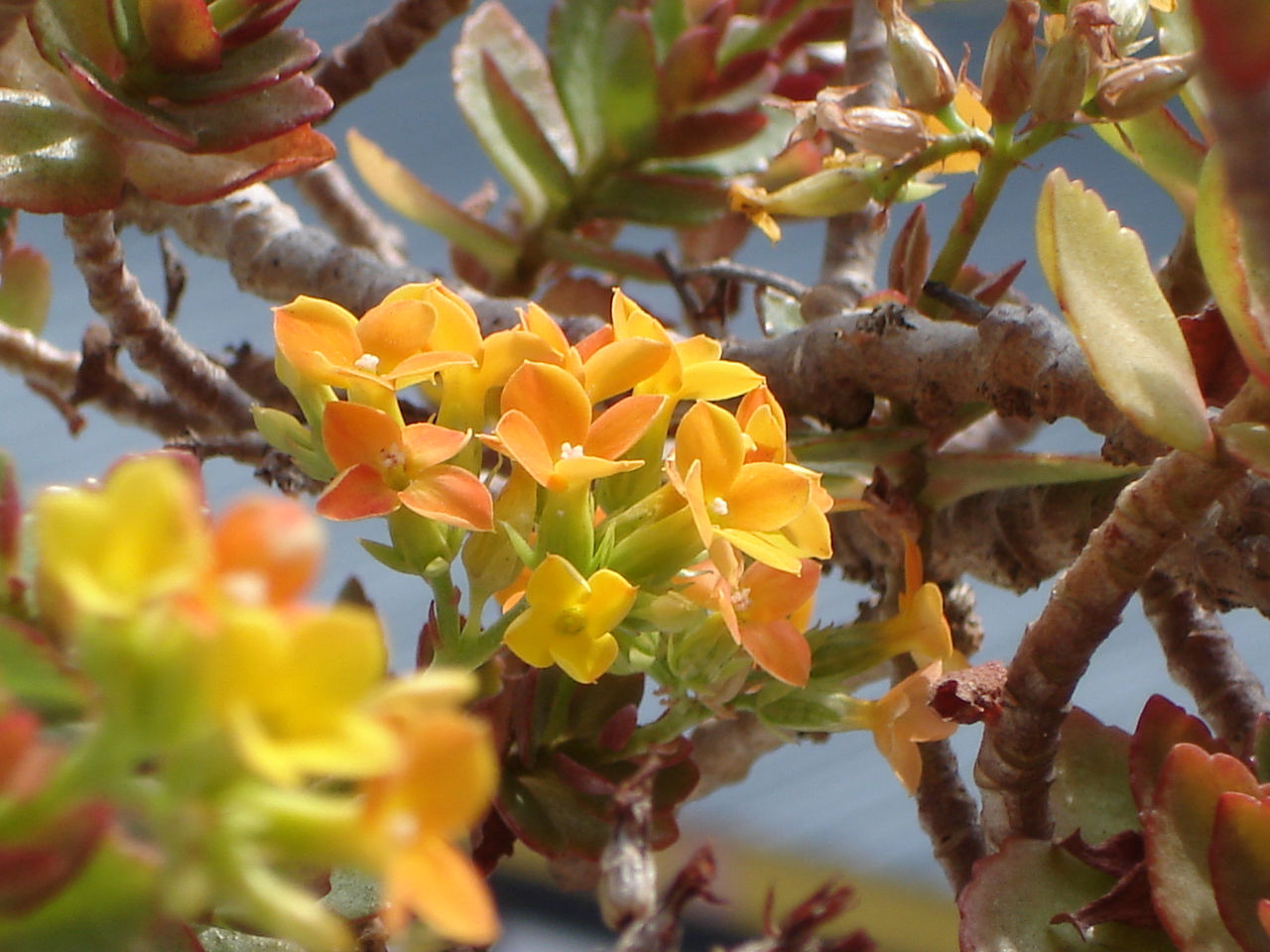
Kalanchoe